# Tønnesminde
Tønnesminde er en gård ved Tranebjerg på Samsø, på hvis jorder der er et arkæologisk område. Arkæologiske undersøgelser på stedet har vist, at der været bosættelser i området fra omkring 4000 år f.v.t. til i dag. Der er gjort fund fra tragtbægerkulturen i stenalderen, bronzealderen, jernalderen og vikingetiden.
Området er blevet udgravet og undersøgt i forskellige etaper. Nationalmuseet undersøgte omkring 500 m2 i 1999, hvor man gjorde fund fra stenalderen. I 2014 foretog Moesgaard Museum og Havard Summer School udgravninger.